# Guldpixeln 2007
Guldpixeln 2007 var 2007 års upplaga av Guldpixeln där Super Mario Galaxy till Wii utmärktes till årets bästa spel.

## Vinnare

### Årets spel
1. Super Mario Galaxy
2. The Orange Box
3. Skate
4. Metroid Prime 3: Corruption
5. Mass Effect
6. Bioshock
7. Forza Motorsport 2
8. The Legend of Zelda: Phantom Hourglass

### Årets specialutgivning
1. Lego Star Wars: The Complete Saga

Föregående utdelning: 2006

Följande utdelning: 2008